# Paul Martineau
Pour les articles homonymes, voir Paul Martineau (compositeur) et Martineau.
Paul Raymond Martineau (né le 10 avril 1921 - mort le 19 mars 2010) est un avocat, procureur de la couronne et homme politique fédéral du Québec.

## Biographie
Né à Bryson dans la région de l'Outaouais, il sert dans l'Aviation royale du Canada durant la Seconde Guerre mondiale. Il est ensuite président de la branche québécoise de la Légion royale canadienne. Après la guerre, il étudie à l'Université de Montréal où il reçut un Baccalauréat en droit. Nommé au Barreau du Québec en 1949, il pratique le droit de 1950 à 1958 et comme procureur de la couronne de 1950 à 1958.
Élu député Parti progressiste-conservateur du Canada dans la circonscription fédérale du Pontiac—Témiscamingue en 1949, il est réélu en 1958, il avait précédemment tenté sans succès d'être élu en 1957. Réélu en 1962 et en 1963, il fut défait en 1965 et dans Pontiac les deux fois par le libéral Thomas Lefebvre.
Durant son passage à la Chambre des communes, il est ministre des Mines et des Relevés techniques de 1962 à 1963 et secrétaire parlementaire du premier ministre John Diefenbaker de 1959 à 1961. 
Il joue un rôle significatif lors du Débat sur le Drapeau du Canada en 1964 alors qu'il supporte l'adoption de l'Unifolié malgré le fait que ceci entraîne une brissure avec Diefenbaker. Après le débat, le journaliste Peter Charles Newman décrit le discours de Martineau comme étant le meilleur durant l'ensemble du débat.
Après avoir perdu son siège en 1965, il sert comme juge à la Cour supérieure du Québec de 1980 à 1996.